# Dragan Tomić

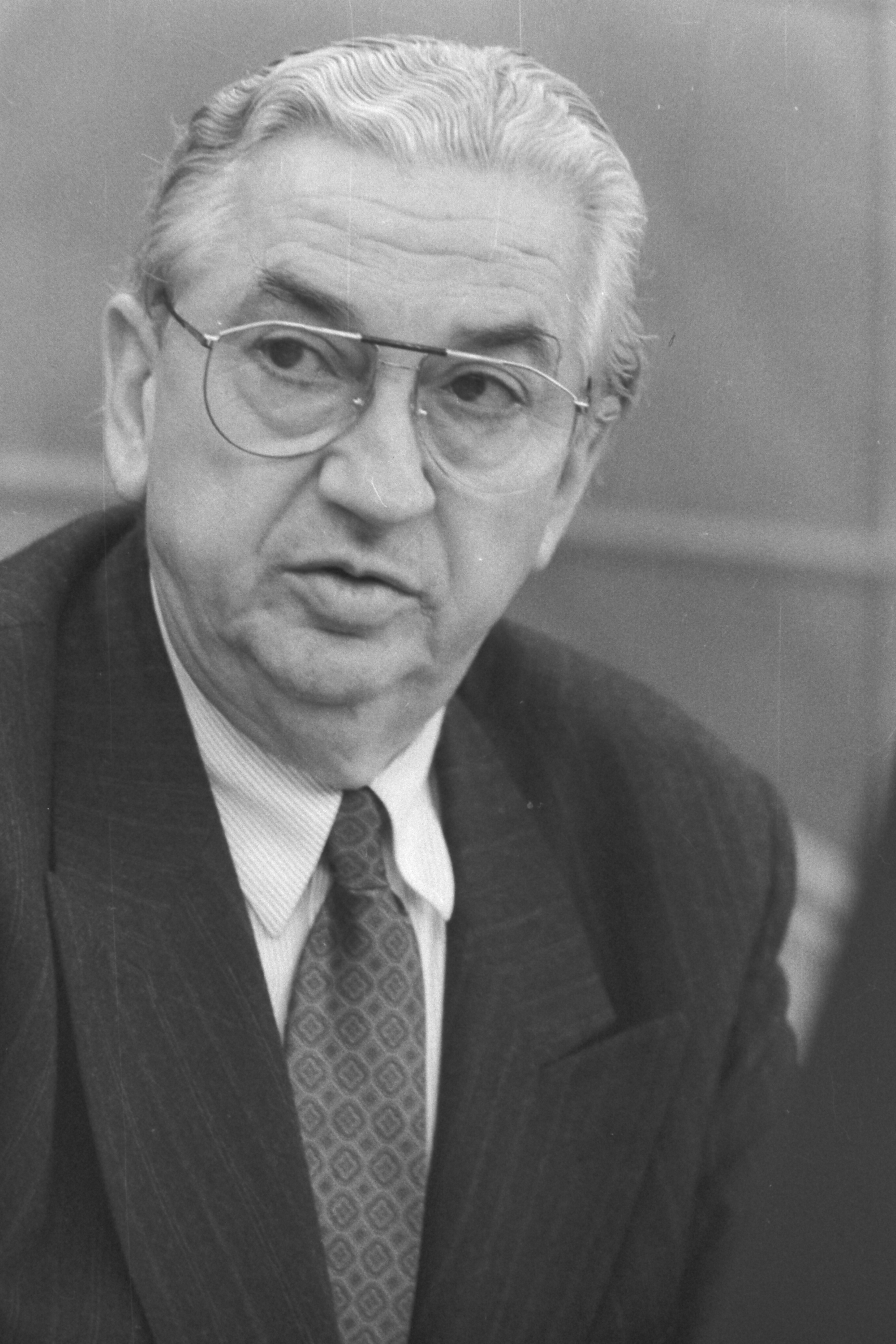
Dragan Tomić

Dragan Tomić (serbisch-kyrillisch Драган Томић) (* 9. Dezember 1935 in Priština, Königreich Jugoslawien, heute Kosovo; † 21. Juni 2022) war ein serbischer Politiker.
Er war von 1994 bis 2001 Parlamentspräsident von Serbien. Er war Mitglied der Socijalistička Partija Srbije. Zwischen dem 23. Juli und dem 29. Dezember 1997 war er kommissarischer Präsident von Serbien.